# 코미디출동
《코미디출동》은 대한민국의 KBS에 방송됐던 예능 프로그램이다.
1981년 초기에는 《일요일이다! 코미디출동》 프로그램이었으나, 1982년 2월 20일부터 프로그램 명칭을 바뀌었다.

## 기획 의도
코미디언과 탤런트가 함께 얶는 시추에이션 홈 코미디 드라마이다.

## 방송 일시
| 방송 채널 | 방송 기간                                | 방송 시간                            |
| --------- | ---------------------------------------- | ------------------------------------ |
| KBS 2TV,  | 1981년 2월 7일부터 1982년 1월 23일까지,  | 매주 일요일 저녁 8시 10분 ~ 9시      |
| KBS 2TV,  | 1982년 2월 20일부터 1983년 9월 18일까지, | 매주 토요일 저녁 8시 ~ 8시 50분      |
| KBS 2TV,  | 1983년 8월 1일부터 1984년 10월 22일까지, | 매주 월요일 저녁 7시 50분 ~ 8시 40분 |
| KBS 2TV,  | 1984년 11월 1일부터 1985년 4월 18일까지, | 매주 목요일 저녁 7시 45분 ~ 8시 40분 |

## 역대 출연진
- 이주일
- 이상해
- 김희갑
- 배일집
- 송해
- 한주열
- 최용순
- 임희춘

## 같이 보기
- 유머 1번지
- 코미디

1. ↑  “K—2 TV「9時(시)스포츠」프로신설”. 경향신문. 1982년 2월 15일. 2022년 6월 9일에 확인함.